# Le Septième Code
Le Septième Code est le vingt-quatrième album de la série Yoko Tsuno de Roger Leloup. Elle est publiée pour la première fois du no 3501 au no 3512 du journal Spirou, puis en album en 2005.

## Résumé
Yoko, Vic, Pol et Rosée vont en Amazonie pour que Pol y dispute une partie d'échecs. Ils sont transportés par Brian Mac Kinley et font la connaissance de sa fille Émilia. La partie d'échecs doit permettre d'ouvrir une porte donnant accès aux 7 codes. Ceux-ci serviront à se débarrasser d'un missile balistique soviétique dont l'explosion, couplée à la proximité d'une étrange météorite, causerait un « ouragan de fin du monde ».
Le groupe est aidé par la Comtesse Olga (apparue dans L'Or du Rhin) et par les siens, qui ne veulent pas que l’ogive nucléaire tombe entre les mains de Krüger, l'adversaire du moment.

## Personnages

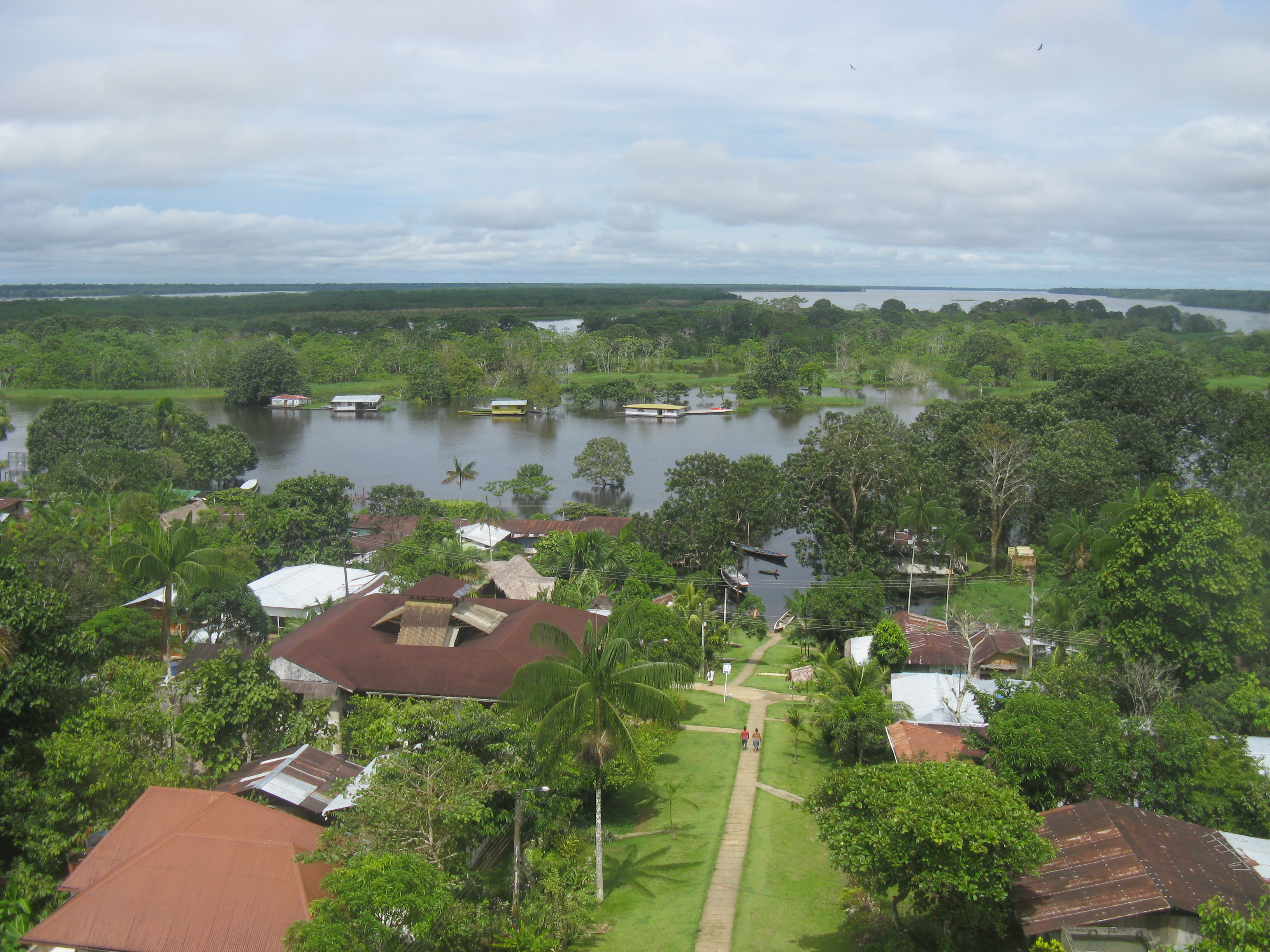
L'Amazonie.

| Trio                                  | Alliés                                                                                         | Adversaires                 |
| ------------------------------------- | ---------------------------------------------------------------------------------------------- | --------------------------- |
| - Yoko Tsuno - Vic Vidéo - Pol Pitron | - Rosée du matin - Émilia Mac Kinley - Brian Mac Kinley - Le Pasteur - João - La Comtesse Olga | - Krüger - Schnaps - Alonzo |

## Lieux
- Amazonie
  - Le Temple de fer

Selon Roger Leloup, l'action se déroulerait « à plus de 1300 km de l'embouchure, en amont de Manaus ». 

Or, Manaus se situe par voie fluviale à 1 700 km de Belém à proximité de l'océan Atlantique, et à 1 500 km à vol d'oiseau !

## Publication

### Revues
L'épisode est paru dans le magazine Spirou, du numéro 3501 (18 mai 2005) au numéro 3512 (03 août 2005),.

### Album
Premier tirage limité grand format (esquisse d'une œuvre) avec de nombreux crayonnés a été édité à la même date que la sortie de l'album.
Cet album est re-publié en novembre 2009 dans le huitième volume de l'Intégrale Yoko Tsuno, Menaces pour la Terre. Ce volume présente en vis-à-vis deux crayonnés avant encrage et deux crayonnés avec indication des couleurs par l'auteur pour les planches 11 et 16.